# GKS 71 Tychy
GKS Tychy is een voetbalclub uit de stad Tychy in Polen. De club speelt in de tweede Poolse liga. De clubkleuren zijn groen-zwart-rood. De beste prestatie van de club is een tweede plaats in de Ekstraklasa (de hoogste Poolse voetbalcompetitie) in 1975/76.

## Historie
De club werd in 1971 opgericht als GKS Tychy na een fusie van Polonia Tychy, Górnik Tychy en Górnik Murcki. Daarna veranderde de clubnaam als volgt:
1996 - Sokół Tychy (na een fusie met Sokół Pniewy)
1997 - GKS Tychy (Górniczy Klub Sportowy)  (fusie werd ongedaan gemaakt)
2000 - GKS 71 Tychy (Górnośląski Klub Sportowy)

## In Europa
Uitslagen vanuit gezichtspunt GKS 71 Tychy
| Seizoen | Competitie | Ronde | Land               | Club       | Totaalscore | 1e W    | 2e W    | PUC |
| ------- | ---------- | ----- | ------------------ | ---------- | ----------- | ------- | ------- | --- |
| 1976/77 | UEFA Cup   | 1R    | Vlag van Duitsland | 1. FC Köln | 1-3         | 0-2 (U) | 1-1 (T) | 1.0 |

Totaal aantal punten voor UEFA coëfficiënten: 1.0

## Bekende (oud-)spelers
- Jerzy Dudek
- Roman Ogaza